# セルゲイ・シドルスキー

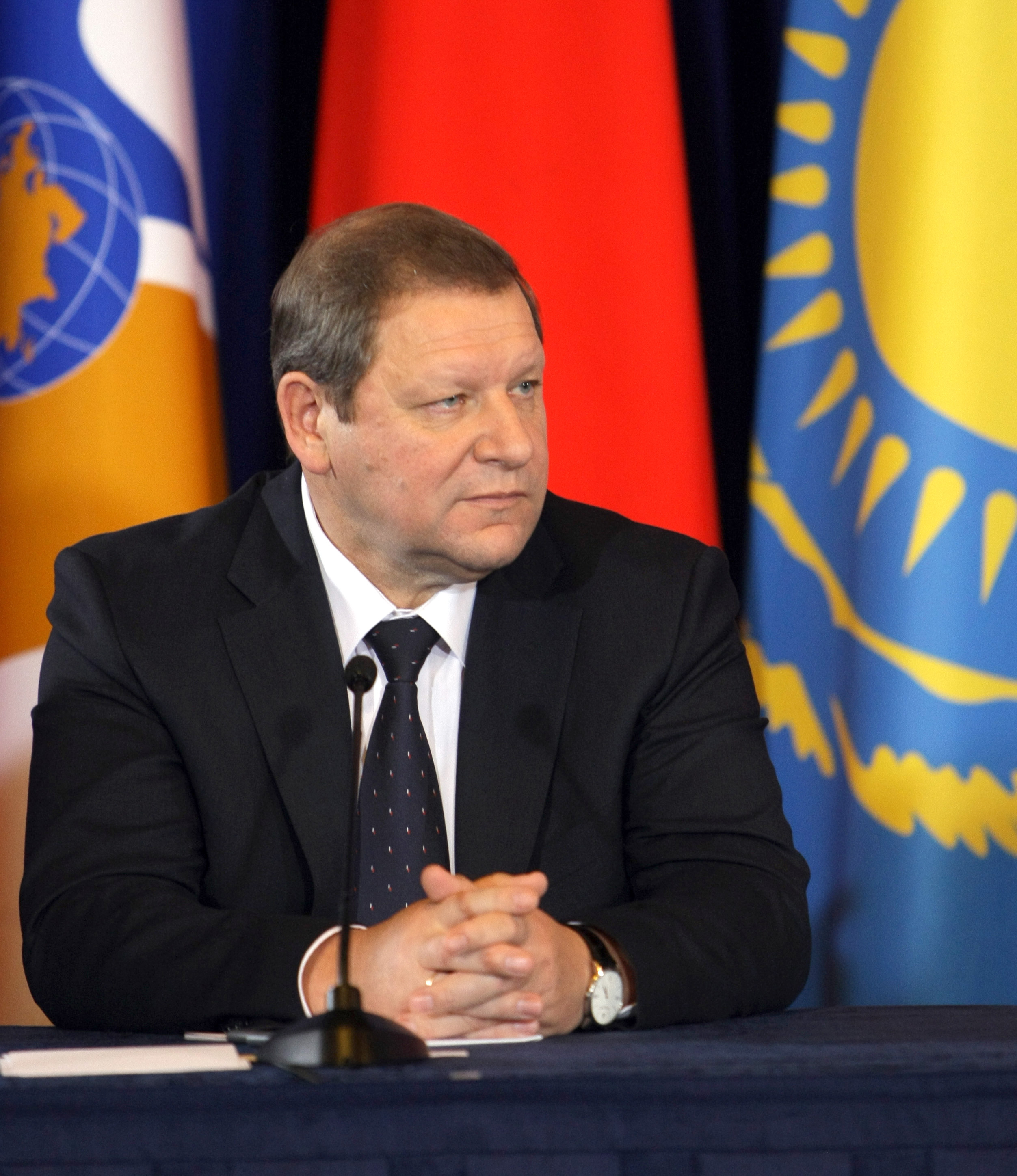
セルゲイ・シドルスキー

セルゲイ・シドルスキー（ベラルーシ語: Сяргей Сідорскі (Syarhey Sidorski)、1954年3月13日 - ）は、ベラルーシ共和国の政治家。解任された前任のゲンナジー・ナビツキー首相に代わり、2003年7月10日に首相代行に就任。12月9日に正式に首相に就任した。2010年12月にアレクサンドル・ルカシェンコ大統領が選挙で四選を果たした後に辞任。

## 経歴
- 1976年-1991年：ゴメリ電気技術設備工場の組立職長、研究室長、課長、副工場長。
- 1991年-1992年：ゴメリ電波技術設備工場長。
- 1992年-1998年：ゴメリ市の科学生産公団「ラトン」総裁。
- 1998年-2001年：ゴメリ州執行委員会副議長、第一副議長。
- 2001年-2002年：副首相。
- 2002年-2003年：第一副首相、首相代行。
- 2003年12月-2010年12月：首相。

## パーソナル
ホメリ市出身。妻帯、2女を有する。1976年、ベラルーシ鉄道輸送技師大学電気工学部を卒業。
技術科学博士。ベラルーシ共和国功労産業労働者。真空プラズマ領域の専門家。40件以上の研究論文を有する。国際工学アカデミー会員。ドイツ語に堪能。
| 公職                        | 公職                                    | 公職                            |
| --------------------------- | --------------------------------------- | ------------------------------- |
| 先代 ゲンナジー・ナビツキー | ベラルーシ共和国首相 第6代：2003 - 2010 | 次代 ミハイル・ミャスニコヴィチ |